# Buurtsdijk
Buurtsdijk is een buurtschap behorende tot de Nederlandse gemeente Amersfoort, in de provincie Utrecht, aan de provinciegrens met de Gelderse gemeente Nijkerk. Het ligt ten noorden van Hooglanderveen. Rondom Buurtsdijk wordt de wijk Vathorst gebouwd.
Stad: Amersfoort

Dorpen: Hoogland · Hooglanderveen

Buurtschappen: Buurtsdijk · Stoutenburg Noord · Zeldert

Utrecht · Steden en dorpen in de provincie      Nederland · Provincies · Gemeenten